# Hans Nielsen (politiker, 1802-1887)
 For alternative betydninger, se Hans Nielsen. (Se også artikler, som begynder med Hans Nielsen)
Hans Christian Nielsen (født 12. marts 1802 i Odense, død 2. oktober 1887 i Brørup Sogn) var en dansk farver, gårdejer og politiker.
Hans Nielsen var søn af forhenværende trompeter og vejopsynsmand Johannes Nielsen. Han blev udlært farver og var først farversvend i Odense. I 1828 forpagtede han et farveri i Faaborg og købte også en gård der. Nielsen købte en ny gård i Tranbjerg øst for Varde i 1845, og i 1860'erne flyttede han til Holsted hvor han blev vejopsynsmand og forligskommissær. De sidste år af sit liv boede han på Præstkjær Enkesæde, også kaldet Mandøhus, i Brørup Sogn.
Mens Nielsen boede i Faaborg, var han medlem af skolekommissionen fra 1835 og var fra 1837 borgerrepræsentant i byen. Senere blev han amtsrådsmedlem i Ribe Amt fra 1848. Han var medlem af Den Grundlovgivende Rigsforsamling 1848-1849 valgt i Ribe Amts 2. distrikt (Hjerting). Nielsen stillede ikke op til rigsdagsvalg.